# 나비 (슈만)
《나비 작품번호 2》(프랑스어: Papillons)는 로베르트 슈만이 1831년에 작곡한 피아노곡이다. 가면무도회을 표현하기 위한 장 파울의 소설 《사춘기》(독일어: Flegeljahre)에서 영감을 받았다.
모음곡은 다양한 춤과 같은 음악을 시작하기 전에 6소절 도입부로 시작된다. 각 곡은 앞의 곡과 관련이 없지만, 6곡의 2악장 A장조 주제가 10곡에서 G장조로 반복되고, 1곡의 주제가 피날레에서 되돌아온다. 마지막 곡은 항상 결혼식이나 이와 유사한 축하 행사가 끝날 때 연주되는 전통적인 "Großvatertanz "(할아버지의 춤) 주제를 인용하면서 시작된다. 작품의 끝 부분에 반복되는 음표는 시계가 치는 것을 암시한다.